# Tarwestekelmot
De tarwestekelmot (Ochsenheimeria taurella) is een vlinder uit de familie van de spitskopmotten (Ypsolophidae). De wetenschappelijke naam is gepubliceerd in 1775 door Denis en Schiffermüller.
De soort komt voor in Europa.